# 松原雅子
松原 雅子（まつばら まさこ、10月8日 - ）は、日本の女性声優、ナレーター。東京都出身。ビートワン所属。

## 人物
テレビタレントセンター、Kプロダクション、フリーランス期間を経て、ビートワンに所属。
声種はソプラノ。
1981年8月頃から2005年3月の声優交代までアニメ『ドラえもん（テレビ朝日版第1期）』でしずかのママ役を担当していた。
過去には国際標識（現・ケイエムアドシステム）製のバス車内放送用8トラックテープのナレーションも務めており、バスマニアにも名前が知られている。
趣味は北欧クラフト、磁器上絵付（師範）。
好きな言葉は「一期一会」。

## 出演
太字はメインキャラクター。

### テレビアニメ
1975年
- 勇者ライディーン（ユカ）

1977年
- 超合体魔術ロボ ギンガイザー（子供A、北野〈息子〉、子供達、子供A、イー子、生徒、ヨーコ、モモ子、京子、ケン太）
- 無敵超人ザンボット3（香月かおる）

1978年
- 科学忍者隊ガッチャマンII（少年B、子供A）

1979年
- 赤毛のアン（ステラ・メィナード）

1980年
- 伝説巨神イデオン（1980年 - 1981年、マヤヤ・ラウ、ノバク・アーシュラ、女）

1981年
- 太陽の牙ダグラム（女兵）
- 忍者ハットリくん
- ドラえもん（テレビ朝日版第1期）（1981年 - 2005年、しずかのママ〈2代目〉 他）

1982年
- ゲームセンターあらし（子供、松本すみれ〈2代目〉）

1988年
- シティーハンター（岡野由理）

1990年
- 八百八町表裏 化粧師（深尾）
- 笑ゥせぇるすまん（恋野夢美）

2005年
- ブラック・ジャック（男子生徒）
- 名探偵コナン（栄子の母）

### 劇場アニメ
1981年
- 21エモン 宇宙へいらっしゃい!（アナウンサー）

1982年
- 伝説巨神イデオン 接触篇 THE IDEON; A CONTACT（マヤヤ）
- 伝説巨神イデオン 発動篇 THE IDEON; Be INVOKED（アーシュラ）

1983年
- ドラえもん のび太の海底鬼岩城（しずかのママ）

1985年
- ドラえもん のび太の宇宙小戦争（しずかのママ）

1990年
- ドラえもん のび太とアニマル惑星（女A）

1991年
- ドラえもん のび太のドラビアンナイト（しずかのママ）

1994年
- ドラえもん のび太と夢幻三剣士（しずかのママ）

1995年
- ドラえもん のび太の創世日記（しずかのママ）

1999年
- のび太の結婚前夜（しずかのママ）

2002年
- ぼくの生まれた日（しずかのママ）

### OVA
- 暗黒神話（1990年、武の母）

### 車内アナウンス
- 岩手県交通
- 沖縄バス
- 神奈川中央交通
- 京阪京都交通
- 国際興業バス
- 南海バス
- 宮城交通
- 山梨交通
- 富山地方鉄道